# نه‌تاج
نه‌تاج (نام علمی: Ennealophus) نام یک سرده از تیره زنبقیان است.